# Герб Приморська
Герб Примо́рська затверджений рішенням Приморської міської ради.

## Опис
Герб міста Приморська являє собою готичний щит, розділений на 3 частини вилоподібним хрестом білого кольору. Вилоподібний хрест символізує дві річки — Обитічну і Кільтичію, які зливаються в одну річку.
Ліва третина щита складається з трьох напівмісяців і східного меча сріблястого кольору на зеленому полі. Це символізує в минулому ставку хана Ногайської орди, яка містилася в цьому місці, що і дало первісну назву міста — Ногайськ. Напівмісяці і меч — перевернені на знак повної поразки від Російських військ, що привело до корінних змін сьогодення і майбутнього цих територій.
Верхня третина щита (почесніша) складається із ширяючого орла-могильника червоно-коричневого кольору на золотому полі, що символізує стиглі поля пшениці Приморського району. А орел — символізує вічність природи цього краю.
Права третина щита складається з риби (осетра) на синім полі, що символізує багатство міста і району рибними ресурсами і приналежність територій до Азовського моря.
Герб прикрашено сріблястою трьохвежевою короною, що символізує міське самоврядування, а сріблястий колір — те, що місто районного значення.
Герб оповито червоною стрічкою і колоссями пшениці.